# Ласкаво просимо до раю! (фільм, 2005)
«Ласкаво просимо до раю!» (англ. Into the Blue) — американський пригодницький фільм 2005 року. За сюжетом практично збігається з Безодня (фільм, 1977) (англ. The Deep).

## Зміст
З пункту «А» в пункт «Б» летів невеликий приватний літачок і під час грози зазнав аварії, десь в акваторії Багамських островів. Якраз в тих місцях, де молодий хлопець Джаред, інструктор з дайвінгу, мріє у вільний від служби час про майбутнє краще життя разом зі своєю подружкою Самантою, яка працює в місцевому аквапарку. В гості до них приїжджають Брайс, давній приятель Джареда, і теж з подружкою — Амандою. Весело проводячи час на землі і на морі, вони в ході чергового запливу на глибину натикаються на затонулий літак, повний акуратно запечатаних мішечків, як з'ясується, з кокаїном. З цієї хвилини починаються для чотирьох друзів справжні пригоди, з погонями і зрадою, з поєдинком, де той, хто виграв, отримує життя.

## Ролі
| Актор          | Роль   |
| -------------- | ------ |
| Пол Вокер      | Джаред |
| Джессіка Альба | Сем    |
| Скотт Каан     | Брайс  |
| Ешлі Скотт     | Аманда |
| Джош Бролін    | Бейтс  |
| Джеймс Фрейн   | Рейес  |
| Тайсон Бекфорд | Прімо  |

## Знімальна група
- Режисер — Джон Стоквелл
- Сценарист — Метт Джонсон
- Продюсер — Брендон Біртелл, Рік Даллаго, Луїс Дж. Фрідман
- Композитор — Пол Хаслінгер